# Firmin De Coster
Firmin De Coster est un footballeur international belge né le 25 juin 1930 et mort le 17 mai 2006 à Gand.
Il a été milieu de terrain au KAA La Gantoise: il a disputé 195 matches avec les Buffalos entre 1950 et 1961. Il compte une sélection avec les Diables rouges en 1956, face aux Pays-Bas à Anvers (défaite 3-2).